# José García Román
José García Román (n. Las Gabias, Granada; 1945), compositor, director, gestor cultural y articulista. Galardonado con el Premio Andalucía de Cultura (1990) y el Premio Nacional de Música (1997).
Es Chevalier dans l’Ordre des Palmes Académiques (2002).
Medalla de Honor del Festival Internacional de Música y Danza de Granada (2006).
Ha sido director de la Real Academia de Bellas Artes de Nuestra Señora de las Angustias de Granada desde el año 2000 hasta 2015, siendo sucedido por Jesús María García Calderón. En 2012 fue nombrado Chevalier des Arts et des Lettres (caballero de las Artes y de las Letras) por el Gobierno de la República Francesa por su obra musical sólida, "reconocida nacional e internacionalmente, y también por su labor como pensador humanista, reflejada en discursos y escritos".
Principales intérpretes y directores de sus obras han sido: Orquesta Philharmonia de Londres, Sinfónica de RTV Polaca, Royal Philharmonic Orchestra de Londres, London Sinfonietta, Orquesta de Cámara Reina Sofía, ONE, RTVE, Orquesta de Lugano, Filarmónica de Lieja, Sinfónica de Valencia, Orquesta Filarmónica de Málaga, Orquesta Ciudad de Granada, Cuarteto Enesco, Cuarteto Parisii, etc. R. Barshai, E. Leinsdorf, D. Mason, V. Sutej, P. Bartholomée, M. Pijarowski, M. Foster,  D.  Atherton o  Leo Brouwer.
Es autor de Berakot, Cuarteto de Pascua, Sexteto de  estío, Cuatro perfiles de Yerma, El bosque de Diana (ópera) -con libreto de Antonio Muñoz Molina-, Paseo de los Tristes, La resurrección de don Quijote, Ante las ruinas de Oradour sur Glane, Notas para Pessoa, Flos Carmeli – I,  Ocho miniaturas, Comme il faut, De Civitate aquae, De Civitate silentii, Memoria de cristal, De Angelis, La Chanson d’automne, De Civitate cordis, De Civitate speculorum, De Civitate spei y De Civitate maris.
El 27 de junio de 2006 estrena con la Orquesta Nacional de España, Coro Nacional de España y con la dirección de Arturo Tamayo, en el Palacio de Carlos V de Granada su Réquiem, obra encargada por el Festival Internacional de Música y Danza de Granada y del Festival Internacional de Santander, donde el 22 de agosto se repitió el concierto en su Palacio de Festivales.